# Nellie Keeler
Nellie Keeler (Kokomo, 6 d'abril de 1875 - 1903) va ser una artista de circ infantil estatunidenca coneguda com a Litle Queen Mab.

## Infància
Nellie Keeler va néixer amb nanisme hipofisiari o proporcionat el 6 d'abril de 1875, a Kokomo, Indiana. Era la més jove de les tres filles i un fill del matrimoni format per Ezra i Maria Keeler. El seu pare era un granger i veterà de la Guerra de Secessió, havent servit al 4t Cavalleria d'Indiana. Ezra Keeler va morir el 1917 septuagenari en una casa per veterans discapacitats de guerra a Marion, Indiana. Maria Keeler va viure fins als vuitanta anys, i va morir el 1937 a Kokomo.

## Carrera
Als tres anys, Nellie Keeler va atreure l'atenció de P. T. Barnum. A través d'articles de premsa local va saber sobre la seva diminuta estatura. Nellie pesava només 4 kg i feia poc més de 60 cm. Després de quatre setmanes de prova reeixides, el 1878 va començar una gira amb el circ de Barnum, acompanyada del seu pare, com la «dolça nena de daurat cabell radiant». Barnum la mostrava de peu sobre un escenari elevat del sòl, amb un vestit de caixmir blau i faldilla curta. Al seu costat seia el coronel Routh Goshen, un home que Barnum assegurava tenia gairebé 2,40 m i pesava 270 kg. El contracte de Nellie amb Barnum estipulava que un mal comportament de la nena podria anul·lar el seu contracte i privar a la seva família d'un ingrés potencial de cent dòlars al mes.
El treball de Nellie amb Barnum va arribar a la seva fi als dotze anys, perquè havia crescut i ja no era prou petita. Durant la seva curta carrera de nou anys Nellie va ser anunciada com «un brot microscòpic d'humanitat», «una petita elf», «una bella fada», una «humana de mida d'una butxaca» i «la nana d'Indiana». Els substanciosos ingressos de Nellie amb el circ van permetre al seu pare esdevenir un granger independent, lliure d'hipoteca.
La seva necrològica, apareguda el 18 de juny de 1903 al The New York Times, declara que va morir a l'edat de vint-i-vuit anys de tuberculosi a la seva residència propera a Versailles, Indiana, i que la seva salut disminuïa des de l'adolescència.